# 地獄の謝肉祭
『地獄の謝肉祭』（じごくのしゃにくさい、原題：Apocalypse domani）は、1980年制作のイタリア・スペインのホラー映画。カニバリズム（人肉嗜好）を題材としたホラー映画。アントニオ・マルゲリーティ監督（「アンソニー・M・ドーソン」名義）、ジョン・サクソン主演。

## あらすじ
ノーマンはベトナム戦争の際、部下であるチャーリーやトミーが飢餓のために人肉を口にするところを目撃していた。ノーマン自身も手を噛まれてしまってから、生肉を目にすると興奮に襲われるようになってしまっていた。
チャーリーはベトナムから帰還した後に入院していたが、外出許可をもらって出かけた時に突然人々を襲い始めた。チャーリーとトミーは、捕虜となっていた際にとりつかれたカニバリズム（人肉嗜好）に侵されていた。しかも、彼らに噛みつかれた者たちも新たに人肉を欲するようになっていく。カニバリズムに侵された人々は街を襲い、大パニックが起こる。

## キャスト
- ノーマン・ホッパー：ジョン・サクソン
- ジェーン・ホッパー：エリザベス・ターナー
- チャーリー・ブコウスキー：ジョン・モーゲン
- トム・トンプソン：トニー・キング
- メアリー：シンディ・ハミルトン
- マッコイ：ウォレス・ウィルキンソン
- Dr. フィル・メンデス：レイ・ウィリアムズ
- ヘレン：メイ・ヒーザーリー

## 映像ソフト
- 『地獄の謝肉祭 Blu-ray』（2021年7月14日、キングレコード）